# リダ
リダ（ベラルーシ語: Ліда、ロシア語: Лида）は、ベラルーシのフロドナ州にある市。リトアニア大公国時代に建てられたリダ城址が町の中心にある。

## 人口及び民族構成
人口約97,600人（2010年）。民族構成はベラルーシ人が44.2%、ポーランド人が38.3%、ロシア人が14%である。

## 姉妹都市
- コシャリン、ポーランド
- エゥク、ポーランド
- ディミトロフグラード、ロシア